# Tinian
Tinian je eden izmed treh glavnih otokov, ki sestavljajo Marijansko otočje. Otok je postal znan med drugo svetovno vojno, ko so zanj potekali hudi boji med japonsko in ameriško vojsko. Leta 1945 je z otoka poletelo letalo, ki je ne Japonsko odvrglo prvo atomsko bombo.

## Geografija
Otok Tinian se nahaja kakih 8 km jugo-zahodno od Saipana, glavnega otoka Marianskega otočja. Med otokoma se nahaja Saipanski preliv. Površina otoka znaša 101.01 km2. Skupaj z otokom Aguijan, ki se nahaja južno od Tiniana tvorita skupnost Tinian. Največja vas na otoku je San Jose. Otok ima zelo pestro floro in favno, na njem pa je tudi veliko jam in strmih pečin. Vode okoli otoka so pole koralnih grebenov in raznovrstnega morskega življenja, ki skozi vse leto privablja številne turiste.

## Zgodovina
Še pred prihodom Evropejcev so otok naseljevale kulture iz Mikronezije. Otok je leta 1521 odkrila Ferdinand Magellan in ga razglasil za špansko last. Tako je ostalo do leta 1888, ko je izbruhnila špansko-ameriška vojna. V vojni je bila Španija poražena zato je morala del Marijansko otočje predati ZDA del pa ga je prodala nemškemu cesarstvu. Po izbruhu prve svetovne vojne je Tinian, ki je bil takrat nemška last , zasedla japonska vojska. S prihodom Japoncev so na otoku začele rasti plantaže sladkornega trsa, ki je kmalu zatem postal glavni izvozni produkt otoka.
Ob izbruhu druge svetovne vojne je bila na otoku nameščena močna garnizija japonske vojske. Ker je imel otok izredno pomembne strateški položaj, saj je bilo iz njega mogoče bombardirati mesta na Japonskem, so se Američani odločili, da ga zavzamejo in na njem zgradijo letališče. Ameriški marinci so se na otoku izkrcali 24. julija 1944. V t. i. bitki za Tinian je sledil krvav spopad med marinci in japonsko garnizijo, v bojih je padlo 328 marincev ter 8.010 Japoncev. Do 1. avgusta je bil otok očiščen sovražnika tako, da se je lahko začela gradnja letališča. Tekom vojne je otok postal največja zračna baza, saj sta bila na njem zgrajena kar dva letališča (severno in zahodno) iz katerih so vzletali bombniki B-29 in se odpravljali na bombne napade na Japonska mesta. Iz tega otoka sta vzleteli tudi letali, ki sta odvrgli atomsko bombo na Hirošimo in Nagasaki.